# Casa Planells
Casa Planells è un edificio che si trova al numero 332 dell'Avinguda Diagonal di Barcellona all'angolo con Carrer de Sicilia.
Progettato dall'architetto Josep Maria Jujol nel 1924, su incarico di Evelí Planells, l'edificio è considerato l'ultimo esempio del modernismo catalano in quanto sono molto evidenti le influenze delle nuove correnti del razionalismo e la vicinanza all'espressionismo tedesco e alle opere di Erich Mendelsohn.